# Bocoa
Genre
Bocoa est un genre de plantes à fleurs dicotylédones de la famille des Fabaceae, sous-famille des Faboideae, originaire d'Amérique du Sud, qui comprend huit espèces acceptées.

## Liste d'espèces
Selon The Plant List (28 octobre 2018) :
- Bocoa alterna (Benth.) Cowan
- Bocoa decipiens Cowan
- Bocoa limae Cowan
- Bocoa mollis (Benth.) Cowan
- Bocoa prouacensis Aubl.
- Bocoa racemulosa (Huber) Cowan
- Bocoa ratteri H.E. Ireland
- Bocoa viridiflora (Ducke) Cowan